# Scott McGeown
Scott McGeown (né le 9 mars 1960 à Toronto en Ontario) est un joueur professionnel canadien de hockey sur glace. Il évoluait au poste de défenseur.

## Biographie
Il est repêché à la 125e position lors du sixième tour du repêchage d'entrée dans la LNH 1979 de la LNH par les Nordiques de Québec. Il n’évolue cependant jamais dans la Ligue nationale de hockey.
Originaire de la Ville-Reine, il joue son hockey junior avec l’équipe de sa ville, les Marlboros de Toronto. Il devient professionnel en 1980 et jusqu’en 1985 comme défenseur pour plusieurs équipes dans la Ligue américaine de hockey (Americans de Rochester, Express de Frédéricton), l'Eastern Hockey League (Blades d’Erié) et la Ligue internationale de hockey (1945-2001) (Admirals de Milwaukee, Wings de Kalamazoo).
Il connait sa meilleure saison en 1980-1981 avec les Blades d'Érié dans l'EHL obtenant 20 buts et 63 passes pour 83 points. C’est lors de cette saison qu’il est nommé dans la première équipe d’étoiles de l'EHL et qu’il remporte la coupe Mitchell avec son équipe.

## Statistiques
| Saison    | Équipe                 | Ligue |    | Saison régulière | Saison régulière | Saison régulière | Saison régulière | Saison régulière |   | Séries éliminatoires | Séries éliminatoires | Séries éliminatoires | Séries éliminatoires | Séries éliminatoires |
| Saison    | Équipe                 | Ligue | PJ | B                | A                | Pts              | Pun              | PJ               | B | A                    | Pts                  | Pun                  |                      |                      |
| 1976-1977 | Marlboros de Toronto   | AHO   | 56 | 13               | 30               | 43               | 67               |                  |   |                      |                      |                      |                      |                      |
| 1977-1978 | Marlboros de Toronto   | AHO   | 60 | 11               | 30               | 41               | 71               |                  |   |                      |                      |                      |                      |                      |
| 1978-1979 | Marlboros de Toronto   | AHO   | 59 | 10               | 40               | 50               | 117              |                  |   |                      |                      |                      |                      |                      |
| 1979-1980 | Marlboros de Toronto   | AHO   | 65 | 26               | 48               | 74               | 69               |                  |   |                      |                      |                      |                      |                      |
| 1980-1981 | Americans de Rochester | LAH   | 4  | 0                | 2                | 2                | 0                | -                | - | -                    | -                    | -                    |                      |                      |
| 1980-1981 | Wind de Wichita        | LCH   | 9  | 1                | 7                | 8                | 4                | -                | - | -                    | -                    | -                    |                      |                      |
| 1980-1981 | Blades d'Érié          | EHL   | 55 | 20               | 63               | 83               | 45               | 8                | 6 | 5                    | 11                   | 6                    |                      |                      |
| 1981-1982 | Express de Fredericton | LAH   | 53 | 13               | 24               | 37               | 48               | -                | - | -                    | -                    | -                    |                      |                      |
| 1981-1982 | Admirals de Milwaukee  | LIH   | 18 | 1                | 4                | 5                | 38               | -                | - | -                    | -                    | -                    |                      |                      |
| 1982-1983 | Golden Blades d'Érié   | ACHL  | 21 | 2                | 16               | 18               | 22               | 5                | 1 | 3                    | 4                    | 0                    |                      |                      |
| 1982-1983 | Express de Fredericton | LAH   | 4  | 0                | 0                | 0                | 0                | -                | - | -                    | -                    | -                    |                      |                      |
| 1982-1983 | Admirals de Milwaukee  | LIH   | 14 | 3                | 5                | 8                | 2                | -                | - | -                    | -                    | -                    |                      |                      |
| 1983-1984 | Wings de Kalamazoo     | LIH   | 64 | 14               | 40               | 54               | 32               | 3                | 1 | 1                    | 2                    | 6                    |                      |                      |
| 1984-1985 | Wings de Kalamazoo     | LIH   | 75 | 5                | 33               | 38               | 60               | 11               | 0 | 6                    | 6                    | 18                   |                      |                      |